# المقالي المنزلية
المقالي المنزلية (بالانجليزية: Home fries الولايات المتحدة الأمريكية، كندا)، بطاطا مقلية (بالانجليزية: fried potatoes المملكة المتحدة، كندا والإقليم الأمريكي)، هو صنف من أطباق البطاطا الأساسية يعد بواسطة المقلاة على شكل قطع، شرائح، ودجز أو على شكل مكعبات وتكون أحيانا غير مقشرة ويمكن أيضا أن تكون نصف مطهية عن طريق السلق، الخبز، عن طريق البخار أو باستعمال المايكرويف. 
و تقدم كبديل للهاش براونز. وتكون البطاطا غالبا مرتبطةمع البصل.
تشتهر المقالي المنزلية في أمريكا الشمالية بوصفها طبق جانبي للإفطار. 